# Karl Maertin
Karl Maertin (* 23. Februar 1882 in Anröchte, Sauerland; † 1934 in Berlin-Wilmersdorf) war ein westfälischer Dichter und Bildhauer.

## Leben
Maertin war Sohn eines Zimmermanns. Er besuchte die Volksschule in Anröchte, machte eine Lehre zum Steinmetz und ging anschließend auf Gesellenwanderschaft. 1905 nahm ihn der Bildhauer Heinrich Splieth in Berlin auf, für den er handwerklich tätig wurde. Im Hauptberuf war er Werkmeister und selbständiger Unternehmer in Berlin-Wilmersdorf. Er starb dort 1934. 1922 publizierte er auf Anregung Julius Harts in einem Berliner Verlag Gedichte (Opfere! Gedichte). Weitere Gedichtveröffentlichungen folgten. 1930 schrieb er in den von Carl Lange herausgegebenen Ostdeutschen Heften, Blätter des deutschen Heimatbundes Danzig, in denen auch Agnes Miegel, Hans Franck und Hans Friedrich Blunck publizierten, einen Nachruf auf Julius Hart. 1938 erschien postum sein Bühnenstück (Durchbruch. Ein Spiel für das deutsche Bildhauer- und Steinmetzhandwerk).
Maertin blieb seiner Herkunftsregion verbunden. Er war wie Josefa Berens-Totenohl, Maria Kahle oder Heinrich Luhmann Mitglied des Ende der 1920er Jahre von Georg Hermann Nellius gegründeten völkischen Sauerländischen Künstlerkreises (SKK). Geleitet wurde der Kreis in den Folgejahren von Hans Menne, NSDAP-Mitglied seit 1924. Nach der Machtübergabe wurde der SSK von der NSDAP als repräsentative Vereinigung der Sauerländer Kulturträger angesehen. Die „nationalsozialistische Revolution“ erfüllte seine Mitglieder „mit großer Freude“, wie sie in gemeinsamer Erklärung im westfälischen Central-Volksblatt des Zentrums bekundeten. Der SKK war Mitglied im rosenbergschen Kampfbund für deutsche Kultur.

## Ehrungen
Das Rathaus der Geburtsstadt Anröchte ist mit einer Darstellung von Maertins Zyklus Hymnen ausgestattet. Eine Straße wurde dort nach ihm benannt und das Geburtshaus wird von der Stadt erhalten und gepflegt.